# Nørup (Vejle Kommune)
Nørup er en landsby i Sydjylland med 216 indbyggere  (2024). Nørup er beliggende i Nørup Sogn en kilometer nord for Ny Nørup, seks kilometer vest for Bredsten og 17 kilometer vest for Vejle. Landsbyen tilhører Vejle Kommune og er beliggende i Region Syddanmark.
I Nørup ligger Nørup Kirke.